# Menominee megye (Wisconsin)
Menominee megye az Amerikai Egyesült Államokban, azon belül Wisconsin államban található. Megyeszékhelye Keshena, legnagyobb városa Menominee. Lakosainak száma 4255 fő (2020. április 1.). Menominee megye Oconto, Shawano és Langlade megyékkel határos.

## Népesség
A megye népességének változása:
| Lakosok száma | 4253 | 4363 | 4332 | 4317 | 4573 | 4255 |
|               | 2010 | 2011 | 2012 | 2013 | 2015 | 2020 |